# Sevilla
|  | Per a altres significats, vegeu «Sevilla (desambiguació)». |

Sevilla (tradicionalment, Sibília o Xibília) és un municipi i ciutat andalusa, capital de la província homònima i d'Andalusia. Té 702.355 habitants, sent la ciutat més poblada d'Andalusia, la quarta d'Espanya després de Madrid, Barcelona i València, i la 31a de la Unió Europea. El municipi té una extensió de 140,8 km², tot i que l'Àrea Metropolitana de Sevilla està composta per 46 municipis i inclou a una població d'1.519.639 habitants (INE 2011), ocupant una superfície total de 4.900 km².
El seu nucli antic és el més extens d'Espanya. El seu patrimoni històric i monumental i els seus diversos espais escènics i culturals la converteixen en una ciutat receptora de turisme nacional i internacional. Entre els seus monuments més representatius es troben la Catedral (que inclou la Giralda), l'Alcázar, l'Arxiu d'Índies i la Torre del Oro; els tres primers estan declarats Patrimoni de la Humanitat per la Unesco de forma conjunta el 1987.
El port de Sevilla, a uns 80 km de l'oceà Atlàntic, és un dels pocs ports fluvials d'Espanya, atès que el riu Guadalquivir és navegable des de la seva desembocadura a Sanlúcar de Barrameda fins a la capital sevillana. Així mateix, Sevilla disposa d'una xarxa desenvolupada de transport per carretera i ferrocarril, així com d'un aeroport internacional i una xarxa de metro. És destacable la presència històrica de la indústria aeronàutica a la ciutat, així com de la indústria militar.

## Història

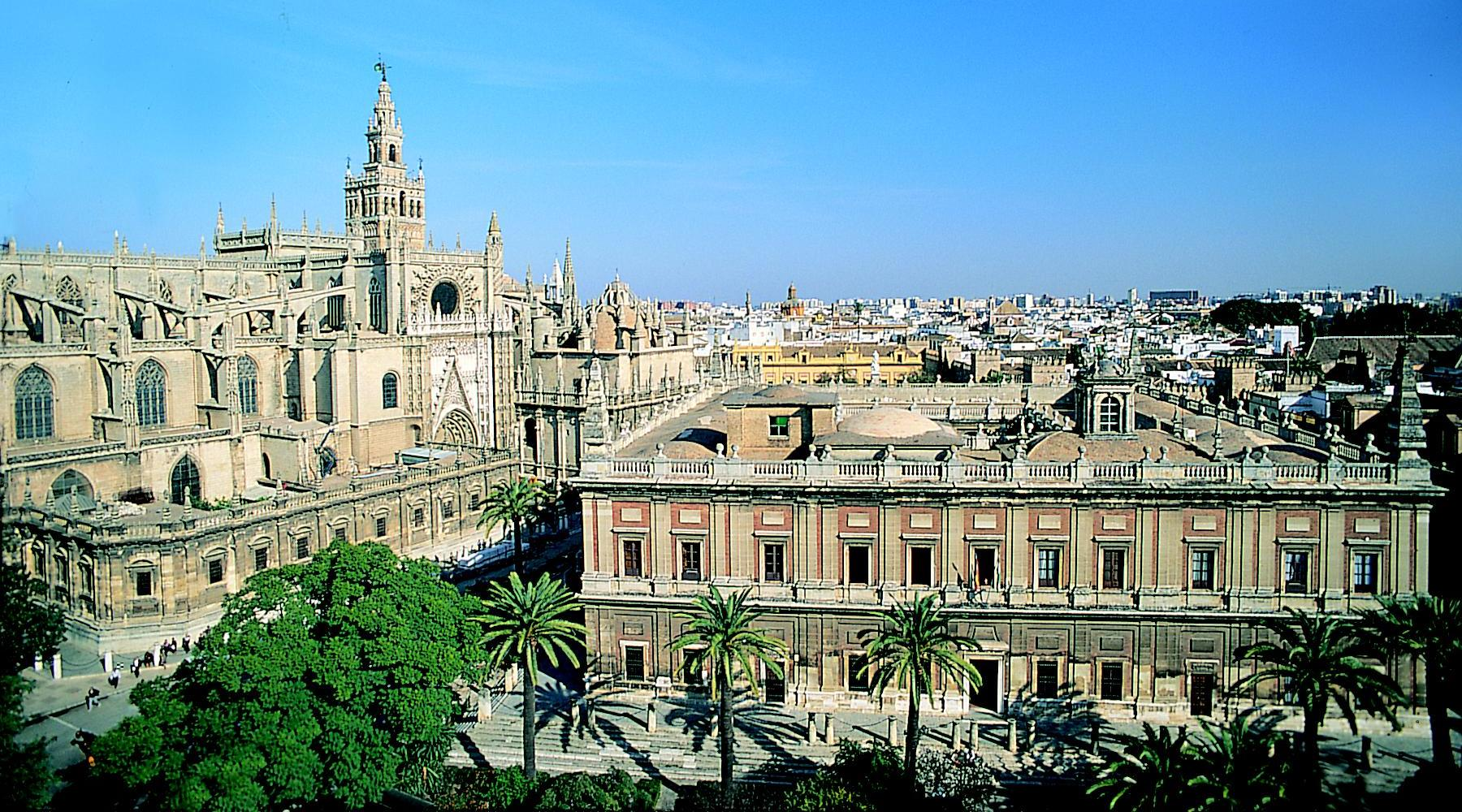
Catedral de Santa María i Arxiu d'Índies

El seu nom romà fou Iulia Romula Hispal o Hispalis del que en derivà (His(Ix)pa(bi)) el nom musulmà Ixbilis. Formà part de la Hispània Ulterior (després Bètica) a la riba del Betis (Guadalquivir) que era navegable fins a la ciutat. Juli Cèsar la va fer colònia romana i tot i que es va intentar afavorir a la veïna colònia romana de Betis (Baetis), Hispalis era al segle I una de les principals ciutats de la Turdetània, només superada per Corduba i Gades, a les quals va arribar a superar; en temps de Claudi Ptolemeu portava el títol de metròpolis i sota els vàndals i visigots era la capital provincial, per damunt de Còrdova. Era també seu d'un convent jurídic i portava els títols de Julia Romula i Colonia Romulensis.
Després del 711 va passar als musulmans (Musa ibn Nusayr hi va entrar el 713) i l'administració fou confiada als jueus, amb un destacament àrab; una revolta poc després fou reprimida per Abd-al-Aziz ibn Mussa ibn Nussayr (714). Aquest hi va establir la capital del valiat d'al-Àndalus (714-716) i ho va deixar sota Ayyub ibn Habib al-Lakhmí (716) fins que al-Hurr ibn Abd-ar-Rahman ath-Thaqafí (716-719) la va traslladar a Còrdova (717). L'antiga noblesa visigoda fou substituïda per una noblesa militar àrab, sobretot iemenita.
Va patir algunes revoltes dels nobles àrabs sent les principals la del 766 dirigida per Said al-Yashubi al-Matari, iniciada a Niebla, i la del governador Abu l-Sabbah ibn Yahya al-Yashubi, que havia estat destituït. El 771 o 773 Haywa o Hayat ibn Mulamis al-Hadrami, que tenia el suport dels iemenites de la ciutat, es va revoltar de manera concertada o quasi simultània amb Abd al-Ghaffar al-Himsi que operava al nord-oest de Sevilla i fins a Còrdova; a la mateixa època operaven altres rebels. Posteriorment sembla que la comarca va gaudir de pau.
En temps d'Abd-ar-Rahman ibn al-Hàkam fou atacada durant l'expedició normanda de 844, que el 25 de setembre varen derrotar els cordovesos a la batalla de Cabtal,
saquejant les afores d'Ixbíliya i establint un fortí a Tablada, del qual es varen retirar quan varen arribar 15 naus cordoveses el 29 de setembre. Abd-ar-Rahman ibn al-Hàkam va haver de reconstruir les muralles i edificis pels danys patits. Un grup d'invasors va ser destruït a Morón de la Frontera, i el gruix de l'exèrcit cordovès va atacar el campament de Tablada, on els invasors varen patir mil baixes, mentre uns altres quatre-cents varen ser fets presoners i executats, i unes trenta naus varen ser destruïdes, sent els ostatges alliberats, però un grup, en veure la cavalleria enemiga va poder fugir entre Morón i Carmona, embarcant en les naus i finalment varen negociar alliberar els presoners que quedaven a canvi de menjar i robes, i varen continuar el seu viatge pel mediterrani. Abd-ar-Rahman ibn al-Hàkam va reconstruir les muralles i edificis de la ciutat que havien quedat malmesos en l'atac.
Sota l'emir Abd-Al·lah ibn Muhàmmad (888-912) el fill d'aquest Muhammad fou nomenat governador; les rebel·lions foren freqüents arreu i les dues famílies àrabs principals, els Banu Hadjdjadj i els Banu Khaldun que tenien grans terres entre Carmona i Sevilla i a l'Aljarafe, varen lluitar per l'hegemonia i durant anys el sud-est de l'Àndalus fou afectat per les seves lluites. Els Banu Hadjdjadj varen constituir sota Muhammad ibn Ibrahim ibn Hadjdjadj una dinastia que va governar a Sevilla i Carmona com un emirat independent teòric vassall de l'emir de Còrdova. Abd al-Rahman III va sotmetre Sevilla el 913. El 974 hi va esclatar una revolta en la qual varen participar com a part destacada els Banu Hadjdjadj. El 1018 el califa al-Qàssim ibn Hammud al-Mamun va nomenar al seu fill Muhammad com a governador de Sevilla, però els sevillans es varen revoltar i varen assetjar al governador a l'alcàsser, fets en què va tenir part destacada la família dels abbadites que el novembre del 1023 es va erigir un emirat independent (vegeu Emirat d'Ixbíliya i abbadites).

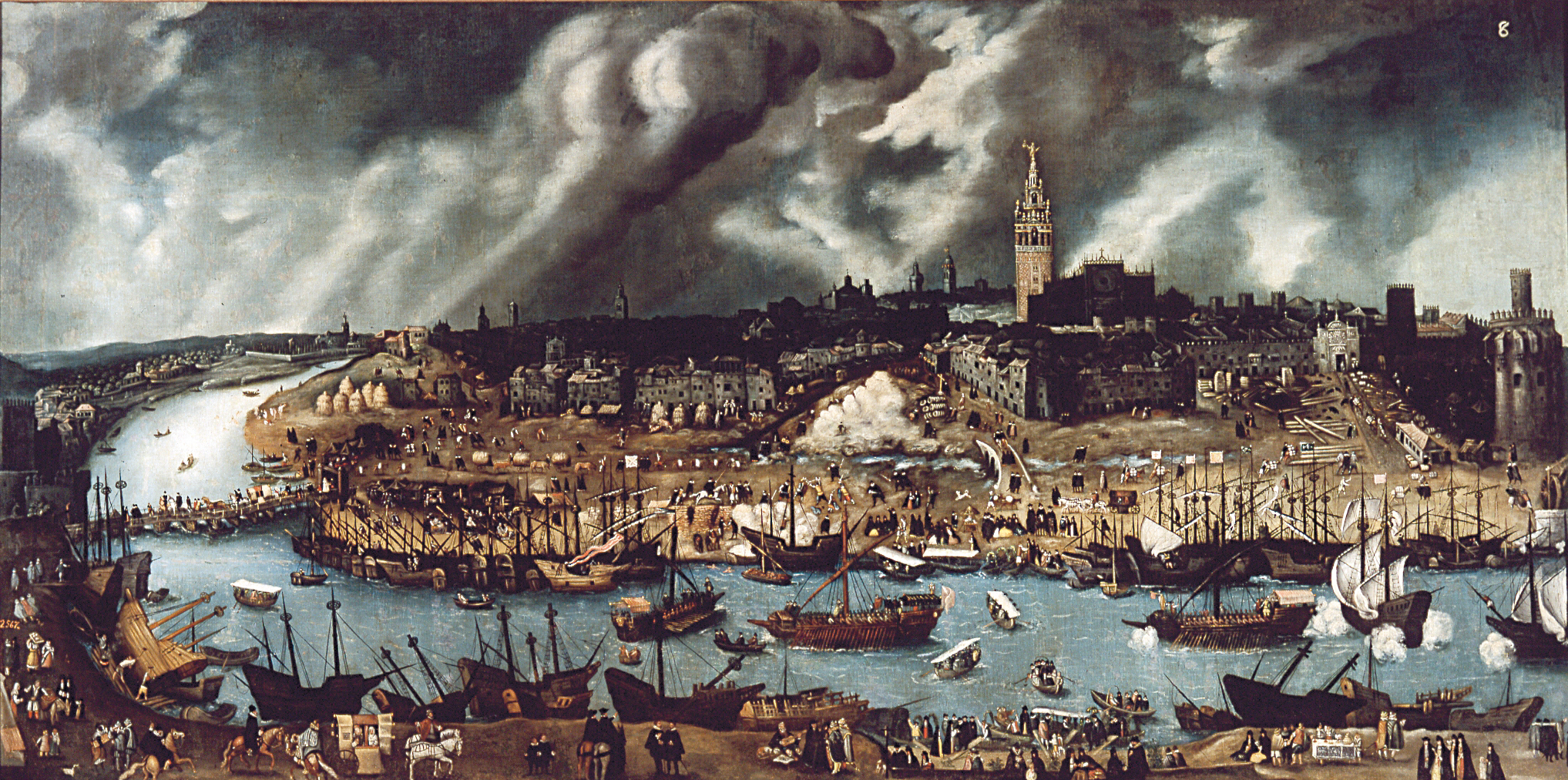
El port d'Índies, que en el albergava un gran nombre d'embarcacions al llarg del riu Guadalquivir. S'observa al fons la Giralda, a l'esquerra el pont de Barcas i a la dreta la Torre del Oro.

L'emirat va acabar amb la conquesta almoràvit de Sevilla feta pel general Sir ibn Abi Bakr el 7 o 9 de setembre de 1091. El general hi va restar com a governador fins a la seva mort el maig del 1114. Els almoràvits varen governar 55 anys i 4 mesos i varen importar el vel per a la cara de les dones, abans mai utilitzat. Va tenir almenys 14 governadors coneguts, tots emparentats amb la família de Yusuf ibn Tashfin, un dels quals, Abu Hafs Umar ibn al-Hadjdj va morir en lluita contra els castellans (maig-juny de 1132). El 18 de gener de 1147 va ser incorporada a l'imperi almohade i va esdevenir la segona capital de l'imperi i la capital d'al-Àndalus. Va patir diversos atacs de les milícies d'Àvila d'Ibn Mardanix i Ibn Hamuskh (1158) i a partir del final del segle, incursions cristianes a la regió. Al segle xiii va patir serioses inundacions el març-abril del 1201 quan es va desbordar el Guadalquivir.
El 1225 els castellans varen atacar la ciutat; després fou assetjada per al-Bayyasi que dominava els castells de Tajada i Aznalcazar; i fou teatre de la rebel·lió d'al Mamun, el fill de Yaqub al-Mansur. Es varen pactar algunes treves amb els castellans; Ibn Hud es va revoltar contra els almohades i Sevilla se li va sotmetre el 31 d'octubre de 1229.
El 1244 la ciutat, amenaçada pels castellans i mancada de l'ajut almohade, va reconèixer Abu-Zakariyyà Yahya I l'emir hàfsida de Tunis; els castellans la varen assetjar 14 o 17 mesos, potser del setembre de 1247 al 23 de novembre i entre aquestes dates la varen ocupar, i en 1248 fou finalment presa pels castellans. Els marínides la varen assetjar el 1275 i el 1278 varen saquejar l'Aljarafe però Sevilla va restar castellana.

## Clima i territori
La ciutat té un clima atlàntic càlid, amb hiverns suaus i estius calorosos. La temperatura oscil·la entre els 15,9 i els 5,2 °C de gener i els 35,3 i els 19,4 °C de juliol. En estiu són molt habituals els dies amb temperatures màximes de més de 40 °C i el rècord és de 47 °C el 6 d'agost de 1946. Als darrers anys s'han superat els 45 °C el 1995 i 2003.
Les precipitacions són mitjanes, 534 mm a l'any, concentrades als mesos d'octubre a maig. El mes més plujós és el desembre amb 95 mm. Els dies de pluja a l'any són 52, els de gelada, 4, i les hores de sol, 2.898.

## Demografia
La població de Sevilla l'1 de gener de 2020 era de 691.395 habitants, i la de l'àrea metropolitana d'1.548.741 per la qual cosa és la quarta ciutat i àrea metropolitana del conjunt d'Espanya. La ciutat tenia més de 100.000 habitants el 1600 que va ser l'època de major esplendor de la ciutat quan era l'únic port per anar a les Índies occidentals. El 1900 en tenia 148.315, el 1950 376.627 i el 1981 645.817.

## Economia
En termes econòmics és un important centre industrial de noves tecnologies. El parc tecnològic Cartuja´93 dona ocupació a 11.455 persones i produeix R+D+I per valor de més del 10% del PIB de la província, 1.676 milions d'euros, allotjant 311 empreses i entitats (un 70% de les quals són de tecnologies avançades). Sevilla ocupa la quarta posició en el rànquing nacional en termes de població i la cinquena quant a producte interior brut -representa al 3,3 per cent- nombre d'empreses i ocupats. Així, la província contribueix més al PIB espanyol que Biscaia i Màlaga i que regions com Aragó, Múrcia i Navarra. Així mateix cal destacar que empra més de 650.000 persones.

## Fills il·lustres
- Pascual de Gayangos y Arce (1809-1897) historiador i orientalista.
- Isidoro Hernández (1847-1888) compositor sobretot de sarsueles.
- Juan de Arguijo (1564-1628) poeta, músic i mecenes.
- Antonio Cordero i Fernandez (1823-1882), tenor i professor de cant.
- Vicente Aleixandre (1898 - 1984) poeta, Premi Nobel de Literatura de l'any 1977.
- Manuel Gómez (1859-1922) clarinetista.
- Franciscó Gómez, (...?-1938), clarinetista.

## Educació
Sevilla disposa de tres universitats pròpies: 
- Universitat de Sevilla amb més de 500 anys d'antiguitat i de gran prestigi. Universitat pública que presenta diferents facultats al llarg de tota Sevilla.
- Universitat Pablo de Olavide, de nova creació (1997) que està obtenint una gran embranzida. És la universitat més jove d'Espanya. Universitat pública a manera de campus, situada a Dos Hermanas.
- Universitat Fernando III, la primera universitat privada d'Andalusia, situada a l'Aljarafe. A més hi ha una de les 4 seus de la Universitat Internacional d'Andalusia situada al Monestir de Santa María de las Cuevas.

## Monuments
Sevilla és una ciutat monumental. Destaquen la Catedral, que és la tercera més gran del món, d'estil gòtic amb la seva torre, la Giralda. També l'Església de la Macarena, la Torre de l'Or, els Reales Alcázares de Sevilla i el Parc de Maria Luisa amb la Plaça d'Espanya.

### Museus
- Casa de la Memòria d'Al-Andalus
- Centre Andalús d'Art Contemporani
- Centro de Arte Contemporáneo MP
- Museo de Carruajes
- Museu de Belles Arts de Sevilla
- Museu de Geologia
- Museu Militar de Sevilla
- Museu Taurí de Sevilla
- Museu Casa de Murillo
- Museu del Ball Flamenc de Sevilla
- Tesoro Catedralicio
- Torre de los Perdigones
- Fototeca Municipal de Sevilla